# پالمارول، کبک
پالمارول (به فرانسوی: Palmarolle) شهری در منطقه شهری آبیتیبی-وست ناحیه آبیتیبی-تمیسکامنگ در استان کبک کانادا است. در سرشماری سال ۲۰۱۱ این شهر ۱٬۴۳۶ نفر جمعیت داشته‌است و مساحت آن ۱۱۸٫۳۶ کیلومتر مربع است.